# Evangelische Kirche Hassel

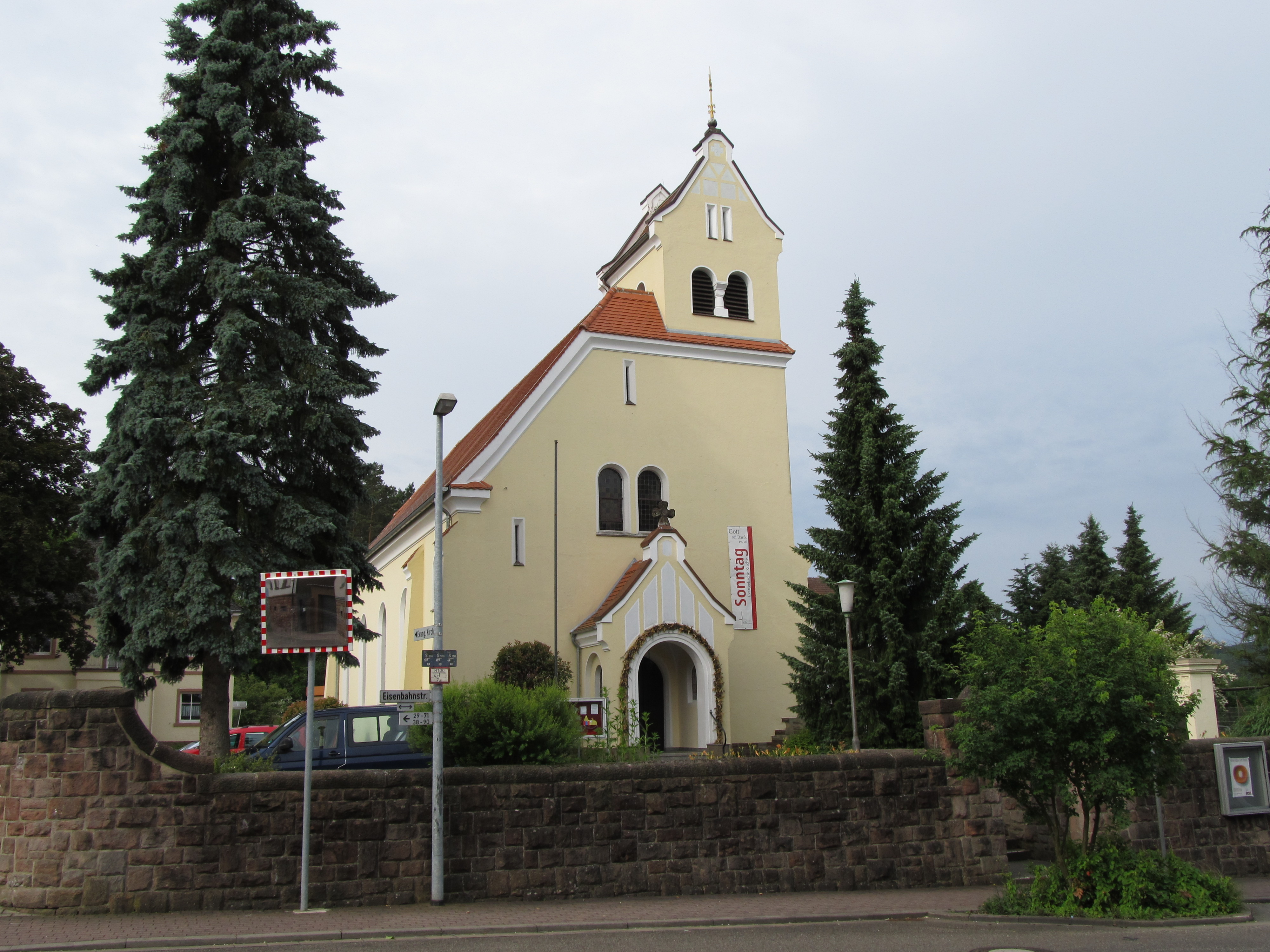
Die Evangelische Kirche Hassel

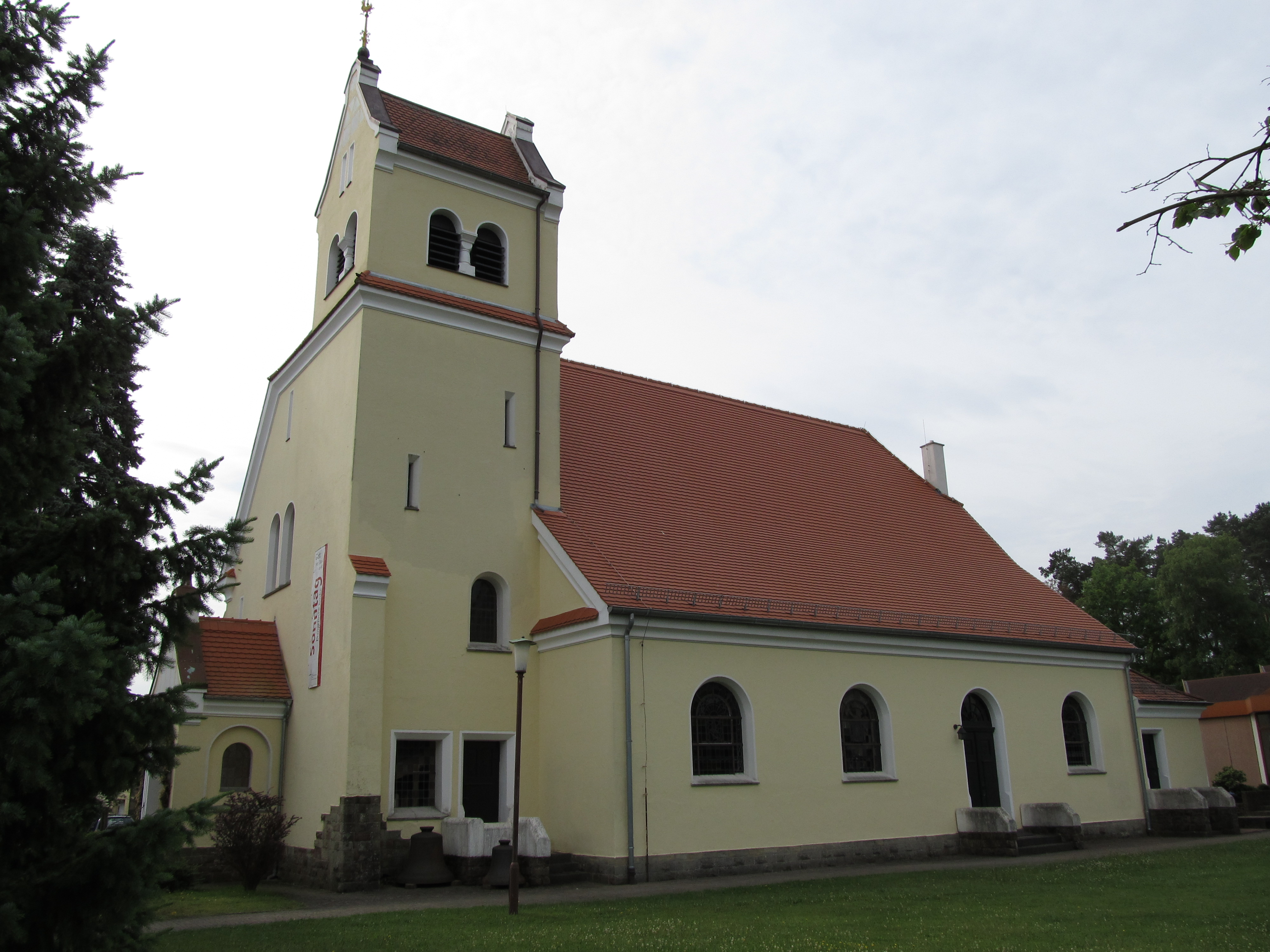
Weitere Ansicht der Kirche

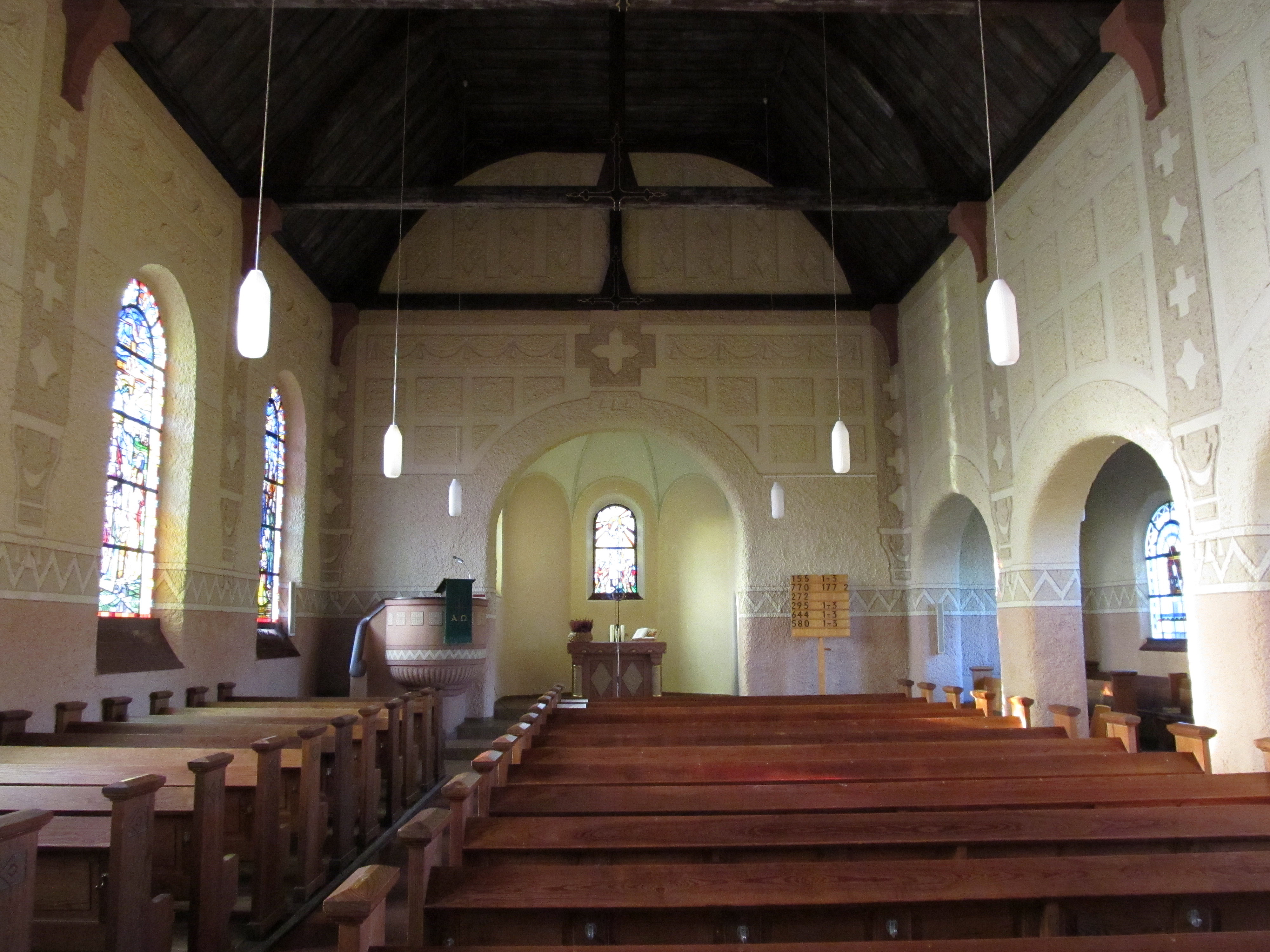
Blick ins Innere der Kirche

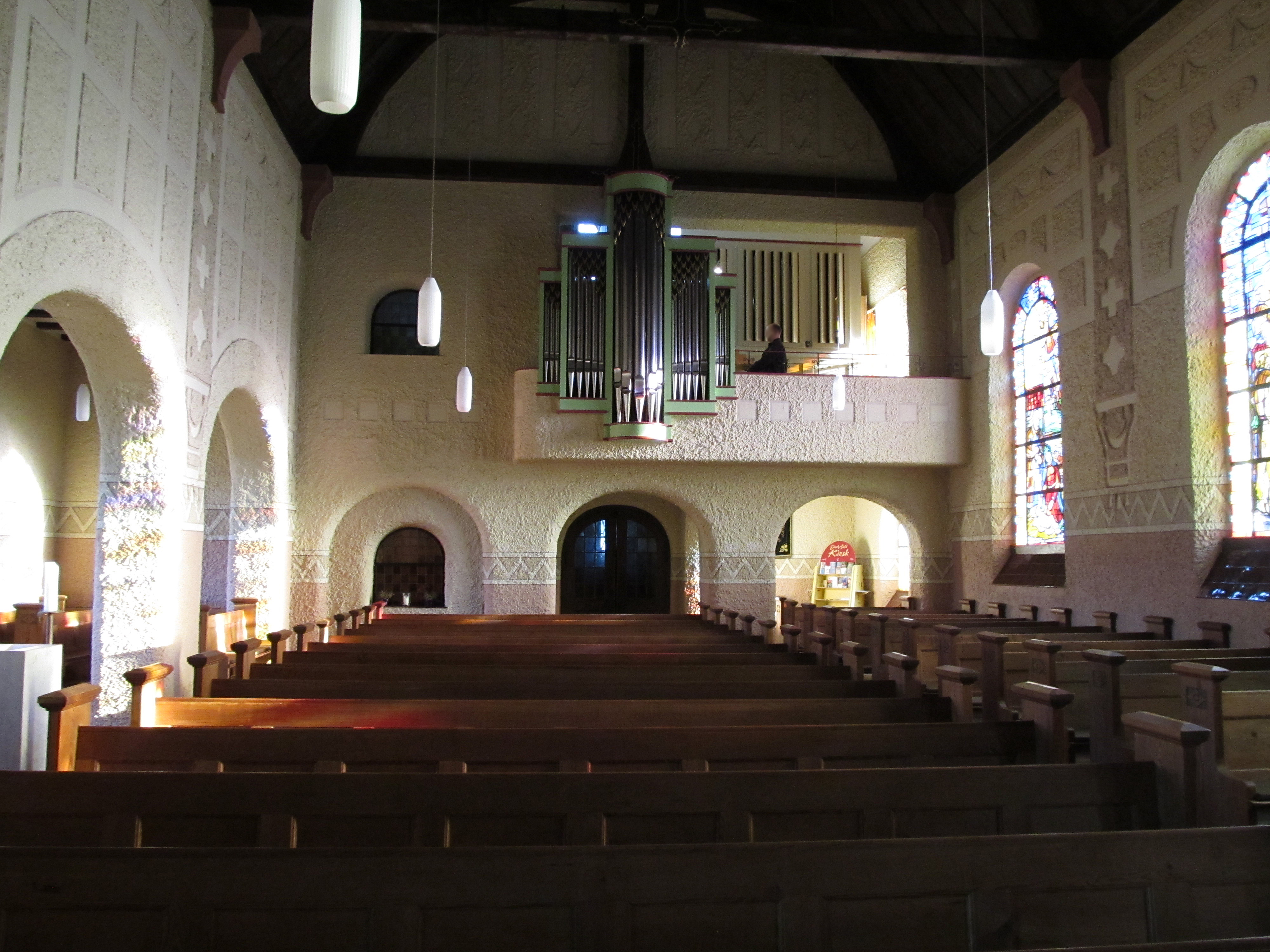
Blick vom Altarraum zur Orgelempore

Die Evangelische Kirche Hassel ist eine Kirche im St. Ingberter Ortsteil Hassel im Saarland. Sie wurde 1908 eingeweiht und gehört zum Dekanat Homburg der Evangelischen Kirche der Pfalz. In der Denkmalliste des Saarlandes ist das Kirchengebäude als Einzeldenkmal aufgeführt.

## Geschichte
Die evangelische Gemeinde des heutigen St. Ingberter Stadtteils Hassel gehörte seit 1822 zur Pfarrei Kirkel-Neuhäusel. Ab 1896 hielt der Pfarrer alle drei Wochen einen Gottesdienst im Schulhaus in der Lindenstraße 12 in Hassel ab. Es gründete sich bald ein Kirchenbauverein und ein Bauplatz wurde gekauft. Im September 1907 begannen die Arbeiten an der Kirche nach Plänen des Architekten Ludwig Wagner-Speyer und am 11. Oktober 1908 wurde die Kirche feierlich eingeweiht.
1926 wurde Hassel eine selbstständige Pfarrgemeinschaft und der erste Pfarrer, Heinrich Oberlinger (1900–1980) zog in das neu errichtete Pfarrhaus. 1950 wurde das hinter der Kirche liegende Schwesternhaus eingeweiht und 1977 der neue Kindergarten offiziell eröffnet. Im Mai 1990 wurde die Evangelische Begegnungsstätte eröffnet.

## Ausstattung
Die Jugendstil-Kirche weist durch ihre Wandbemalung auch Einflüsse der Beuroner Kunstschule auf.
Die Kirchenfenster wurden von Erich Buschle 1954/55 geschaffen. Sie zeigen das Wirken Jesu. Auf der Westseite sind Porträts von Martin Luther, Johannes Calvin und Gustav II. Adolf eingearbeitet. Das Osterfenster hinter dem Altar wurde von György Lehoczky gestaltet.
Der Taufstein aus Kalkstein aus dem Altmühltal wurde von Rolf Bodenseh gestaltet und 2007 aufgestellt.
Die beiden alten Stahlgussglocken wurden 1997 durch vier neue Bronzeglocken ersetzt. Sie ertönen im klassischen Westminsterschlag und entstammen der Glocken- und Kunstgießerei Rincker:
- Die Matthäus-Glocke (Ton: a′ / Gewicht: 604 kg)
- Die Markus-Glocke (Ton: d′′ / Gewicht: 267 kg)
- Die Lukas-Glocke (Ton: e′′ / Gewicht: 205 kg)
- Die Johannes-Glocke (Ton: fis′′ / Gewicht: 160 kg)

## Orgel
Die erste Orgel der Kirche wurde 1908 von der Firma G. F. Steinmeyer & Co. (Oettingen) als opus 989 erbaut. Das Instrument verfügte über elf Register, verteilt auf zwei Manuale und Pedal.

### Disposition der Steinmeyer-Orgel von 1908
| I Hauptwerk |            |    |
| 1.          | Principal  | 8′ |
| 2.          | Tibia      | 8′ |
| 3.          | Salicional | 8′ |
| 4.          | Octav      | 4′ |
| 5.          | Mixtur     |    |

| II Positiv |                  |    |
| 6.         | Lieblich Gedackt | 8′ |
| 7.         | Fugara           | 8′ |
| 8.         | Dolce            | 8′ |
| 9.         | Gemshorn         | 4′ |

| Pedal |            |     |
| 10.   | Violonbaß  | 16′ |
| 11.   | Bourdonbaß | 16′ |

- Koppeln:
  - Normalkoppeln: II/I, I/P, II/P
  - Suboktavkoppeln: II/I
  - Superoktavkoppeln: II/II

1973 erfolgte ein Umbau der Orgel durch die Firma Hugo Mayer Orgelbau (Heusweiler). Die Zahl der Register sowie die Anzahl der Manuale veränderte sich nicht.

### Disposition der Steinmeyer-Orgel nach dem Umbau durch Hugo Mayer 1973
| I Hauptwerk |            |    |
| 1.          | Principal  | 8′ |
| 2.          | Salicional | 8′ |
| 3.          | Octav      | 4′ |
| 4.          | Gedackt    | 4′ |
| 5.          | Mixtur III |    |

| II Positiv |                  |       |
| 6.         | Lieblich Gedackt | 8′    |
| 7.         | Gemshorn         | 4′    |
| 8.         | Principa         | 2′    |
| 9.         | Quinte           | 1 ⁄3′ |

| Pedal |            |     |
| 10.   | Violonbaß  | 16′ |
| 11.   | Bourdonbaß | 16′ |

- Koppeln:
  - Normalkoppeln: II/I, I/P, II/P
  - Suboktavkoppeln: II/I
  - Superoktavkoppeln: II/II
- Spielhilfen: eine freie Kombination, automatisches Pianopedal

1997 wurde durch die Firma Walcker (Hanweiler) eine neue Orgel erbaut. Das Instrument sollte über 16 Register verfügen, von denen aber nur 10 zur Ausführung kamen.

### Disposition der Walcker-Orgel von 1997
| I Hauptwerk C–g3 |                   |    |
| 1.               | Principal         | 8′ |
| 2.               | Gemshorn          | 8′ |
| 3.               | Octave            | 4′ |
|                  | Octave (Vorabzug) | 2′ |
| 4.               | Mixtur IV         | 2′ |

| II Schwellwerk C–g3 |            |       |
| 5.                  | Bourdon    | 8′    |
| 6.                  | Salicional | 8′    |
| 7.                  | Flöte      | 4′    |
| 8.                  | Spitzflöte | 2′    |
| 9.                  | Quint      | 1 ⁄3′ |
|                     | Tremulant  |       |

| Pedal C–f1 |         |      |
| 10.        | Subbaß  | 16′  |
|            | Bourdon | 8′ * |
|            | Flöte   | 4′ * |

- Koppeln: II/I, I/P, II/P

2007 erfolgte durch den Orgelbauer Peter Ohlert (Kirkel) der Einbau der Register Trompete 8′ und Gedackt 4′ und somit eine Erweiterung der Walcker-Orgel von 10 auf 12 Register. Durch den Einbau von Sesquialter 2f. im Jahr 2008, von Principal 8′ (Schwellwerk) 2010 und von Oboe 8′ (Schwellwerk) sowie Fagott 16' (Pedal) 2011 wurde das Instrument schließlich auf die ursprünglich geplanten 16 Register erweitert. Die Einbauten der Jahre 2008 bis 2011 wurden alle von Peter Ohlert (Kirkel) ausgeführt. Eine Besonderheit der Orgel ist das in der Brüstung der Empore, auf der das Instrument aufgestellt ist, eingebaute Hauptwerk, während sich das Pedalwerk im Schwellkasten befindet.
| I Hauptwerk C–g3 |                   |    |
| 1.               | Principal         | 8′ |
| 2.               | Gemshorn          | 8′ |
| 3.               | Octave            | 4′ |
|                  | Octave (Vorabzug) | 2′ |
| 4.               | Mixtur IV         | 2′ |
| 5.               | Trompete          | 8′ |

| II Schwellwerk C–g3 |                  |       |
| 6.                  | Principal        | 8′    |
| 7.                  | Bourdon          | 8′    |
| 8.                  | Salicional       | 8′    |
| 9.                  | Flöte            | 4′    |
| 10.                 | Gedackt          | 4′    |
| 11.                 | Spitzflöte       | 2′    |
|                     | Quint (Vorabzug) | 2 ⁄3′ |
| 12.                 | Sesquialter II   |       |
| 13.                 | Quint            | 1 ⁄3′ |
| 14.                 | Oboe             | 8′    |
|                     | Tremulant        |       |

| Pedal C–f1 |            |     |
| 15.        | Subbaß 16′ |     |
|            | Principal  | 8′  |
|            | Bourdon    | 8′  |
|            | Flöte      | 4′  |
| 16.        | Fagott     | 16′ |
|            | Oboe       | 8′  |

- Koppeln: II/I, I/P, II/P

Anmerkungen
1. 1 2 3 4  
Transmission aus dem Schwellwerk